# Саут-Форк-Естейтс (Техас)
Саут-Форк-Естейтс (англ. South Fork Estates) — переписна місцевість (CDP) в США, в окрузі Джим-Гогг штату Техас. Населення — 136 осіб (2020).

## Географія
Саут-Форк-Естейтс розташований за координатами 27°16′11″ пн. ш. 98°43′26″ зх. д. / 27.26972° пн. ш. 98.72389° зх. д. (27.269656, -98.723951).  За даними Бюро перепису населення США в 2010 році переписна місцевість мала площу 8,67 км², уся площа — суходіл.

## Демографія
Згідно з переписом 2010 року, у переписній місцевості мешкало 70 осіб у 22 домогосподарствах у складі 20 родин. Густота населення становила 8 осіб/км².  Було 22 помешкання (3/км²).
Расовий склад населення:
| - 85,7 % — білих - 14,3 % — осіб інших рас |

До двох чи більше рас належало 0,0 %. Частка іспаномовних становила 97,1 % від усіх жителів.
За віковим діапазоном населення розподілялося таким чином: 28,6 % — особи молодші 18 років, 65,7 % — особи у віці 18—64 років, 5,7 % — особи у віці 65 років та старші. Медіана віку мешканця становила 33,3 року. На 100 осіб жіночої статі у переписній місцевості припадало 79,5 чоловіків;  на 100 жінок у віці від 18 років та старших — 100,0 чоловіків також старших 18 років.
Середній дохід на одне домашнє господарство  становив 53 296 доларів США (медіана — 36 583), а середній дохід на одну сім'ю — 53 296 доларів (медіана — 36 583). 
Цивільне працевлаштоване населення становило 66 осіб. Основні галузі зайнятості: освіта, охорона здоров'я та соціальна допомога — 28,8 %, будівництво — 24,2 %, оптова торгівля — 22,7 %.